# Пабон, Дорлан
Дорлан Маурисио Пабон Риос (исп. Dorlan Mauricio Pabón Ríos; 24 января 1988, Медельин) — колумбийский футболист, нападающий клуба «Атлетико Насьональ». Игрок национальной сборной Колумбии с 2009 года. Пабона иногда называют Memín (на основе старого мексиканского комического персонажа Memín Pinguin).

## Карьера футболиста
Пабон начал свою карьеру в колумбийском «Энвигадо». В 2008 году он стал лучшим бомбардиром Кубка Колумбии вместе с Уилсоном Мена. В 2010 году футболист перешёл в более известный клуб — «Атлетико Насьональ». Здесь он быстро стал игроком основного состава. Болельщикам Пабон запомнился тем, что 17 февраля 2012 года забил два гола в матче группового этапа Кубка Либертадорес против уругвайской команды «Пеньяроль», один из которых — со штрафного удара с 40 ярдов. В итоге его клуб одержал победу со счётом 4:0. Пабон закончил Кубок Либертадорес с 7 голами, один раз был назван игроком недели на турнире.
В 2011 году Пабон в составе «Атлетико Насьональ» выиграл Апертуру. В финале того турнира его команда встретилась с «Ла Экидадом». Первый матч «Атлетико Насьональ» проиграл со счётом 1:2. Во второй встрече Пабон оформил дубль, а в серии послематчевых пенальти успешно реализовал свою попытку. Тем самым, он помог выиграть «Атлктико» 11-й национальный титул. Своей игрой Пабон вскоре привлёк интерес со стороны многих европейских клубов, в том числе: «Пармы», «Удинезе», «Галатасарая», «Тоттенхэма» и «Рубина».
27 июня 2012 года Дорлан Пабон подписал 5-летний контракт с «Пармой».
В июле 2014 года перешёл в «Монтеррей» за 7 млн долларов.

## Международная карьера
Пабон дебютировал в сборной Колумбии в матче против Чили, который проводился в рамках квалификации к Чемпионату мира по футболу 2010. Его первый гол за сборную был забит в отборочной игре Чемпионата мира по футболу 2014 против Боливии в Ла-Пасе, Колумбия выиграла матч 2:1. Его второй гол за национальную команду был забит в ворота Аргентины в Барранкилье. Колумбия проиграла тот матч 1:2.